# Schloss Burgdorf
Das Schloss Burgdorf im Emmental ist ein Schloss aus dem 11. Jahrhundert am höchsten Punkt der Stadt Burgdorf im Kanton Bern in der Schweiz. Als eine der grössten Hochadelsburgen der Hohenstaufenzeit ist es zusammen mit Schloss Thun und einigen wenigen anderen Anlagen in der Schweiz das profane Gegenstück der grossen romanischen Kirchen, und damit ein Baudenkmal von nationaler Bedeutung. Seit 2020 befinden sich im Schloss eine Jugendherberge, ein Restaurant und das Museum Schloss Burgdorf.

## Geschichte

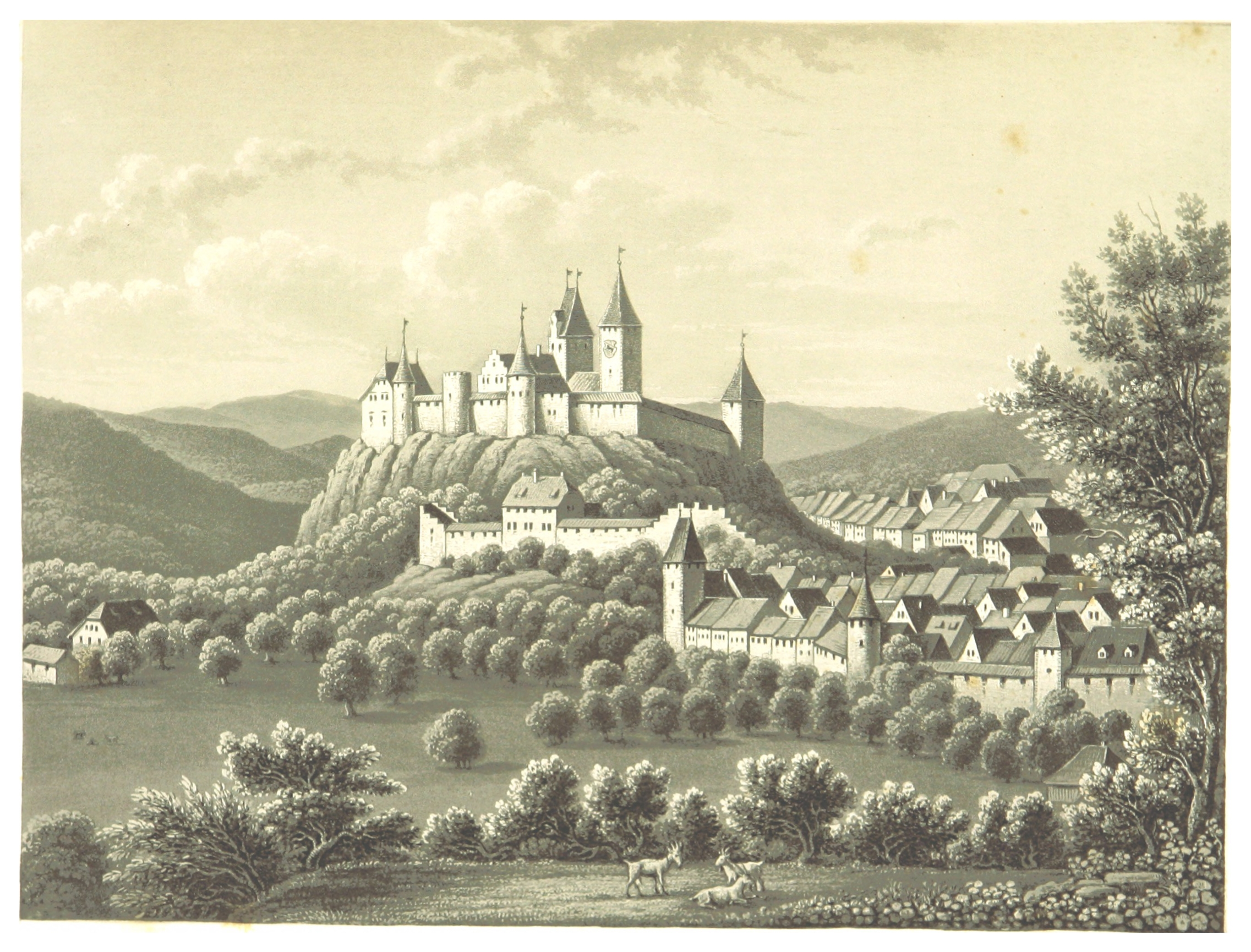
Burgdorf (um 1850)

Die einzigartige topographische Situation führte bereits in frühgeschichtlicher Zeit zu Befestigungsanlagen und später zur Sagenbildung. Die hochmittelalterliche Festung wird urkundlich 1130 erstmals erwähnt. Zusammen mit dem hochburgundischen Hausgut gelangte das Schloss im 11. Jahrhundert an die Grafen von Rheinfelden und 1090 an die Herzöge von Zähringen.
Berchtold V. von Zähringens Grossausbau des Schlosses um 1200 zur pfalzartigen Residenz wollte aus dem Schloss das südliche Zentrum des geplanten, rittlings über dem Rhein angelegten zähringischen Territorialstaates machen. Mit dem Tod Berchtolds 1218 brach das Staatsgebilde auseinander; das Erbe südseits des Rheins gelangte an die Grafen von Kyburg. Schloss Burgdorf war Zentrum ihres westlichen Besitztums; der Niedergang der Grafen von Grafen von Neu-Kyburg führte 1383 zur Belagerung von Burgdorf durch Bern und die Eidgenossen – mit dem ersten Artillerieeinsatz in der Schweiz.
1384 kaufte die Stadt und Republik Bern das Schloss und die Herrschaft Burgdorf den verarmten Kyburgern ab. Das Schloss ist seit 623 Jahren Sitz der bernischen Bezirksverwaltung, bloss unterbrochen 1798 bis 1804, als Johann Heinrich Pestalozzi hier sein international berühmtes Bildungsinstitut führte. Bis 1798 war es Sitz des bernischen Landvogts, u. a. von Friedrich Bondeli (1705–1761), dem Vater von Julie Bondeli. Seit 1885 ist es Sitz des Schlossmuseums, womit die wichtigsten Räume und Türme für das Publikum ständig zugänglich sind. In der zweiten Hälfte des 20. Jahrhunderts waren Regierungsstatthalteramt, Gericht und Regionalgefängnis auf dem Schloss untergebracht. 2012 verliess die kantonale Verwaltung das Schloss infolge einer kantonalen Verwaltungsreform.
Als Hauptsitz der für die Gründung des Staates Bern ausschlaggebenden zähringischen Herzogsfamilie, die sich am Schloss mit einer berühmten Inschrift verewigte, spielte Schloss Burgdorf eine zentrale konstitutive Rolle für die Bildung des Staates Bern. Von hier aus wurde die Stadt Bern gegründet.

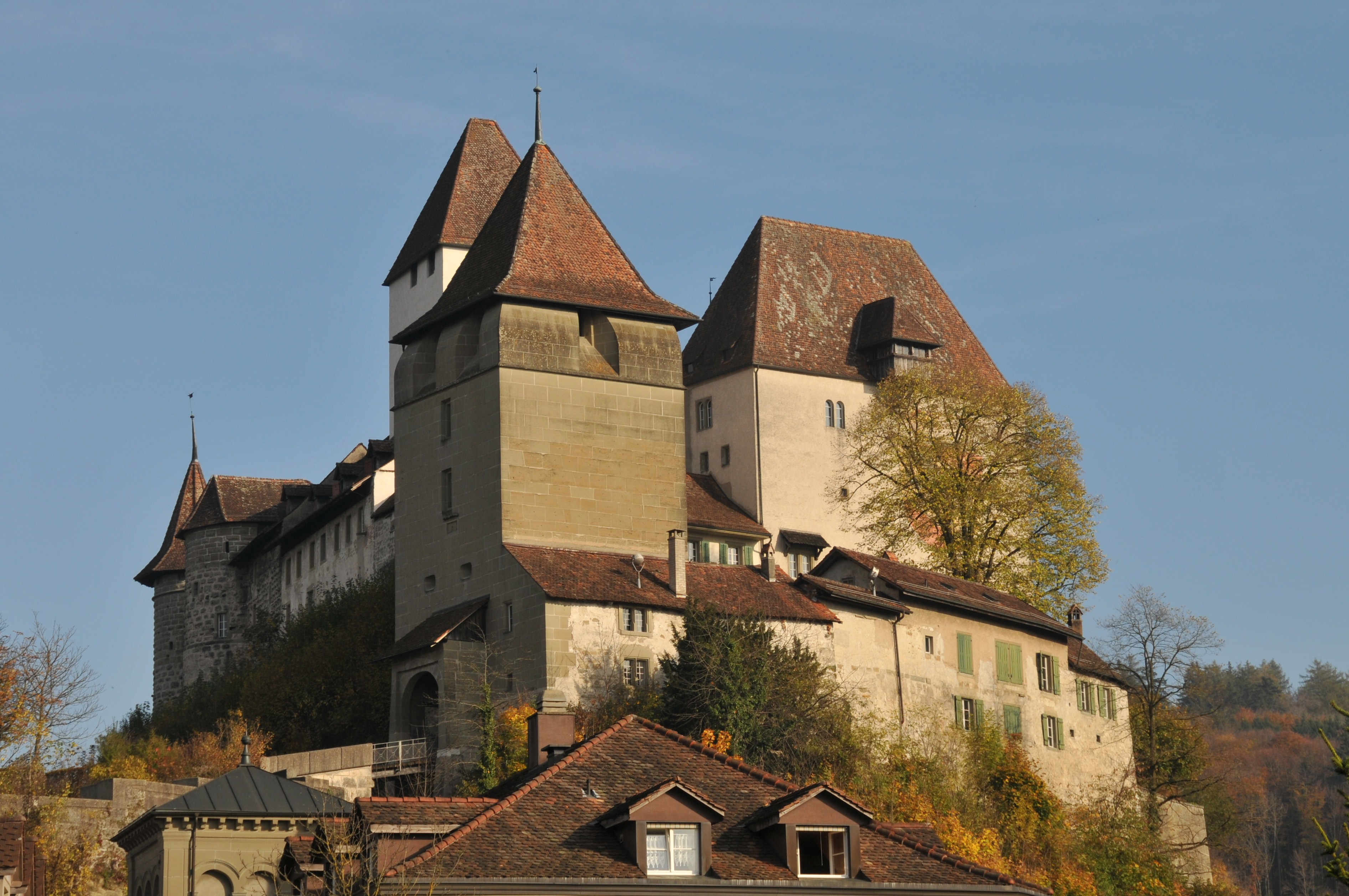
Schloss von der Oberstadt her gesehen

### Bau- und Kunstgeschichte

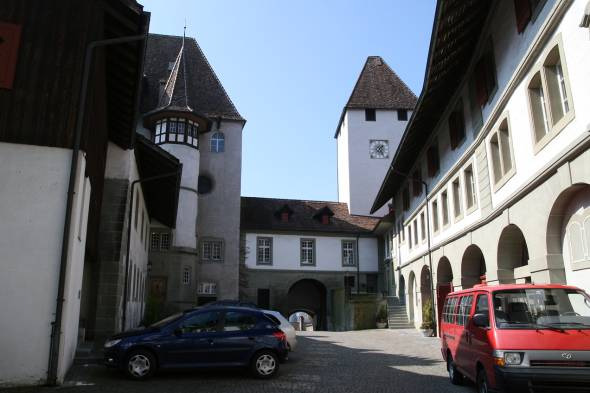
Innenhof

Das in Haupt- und die Vorburg aufgeteilte Schloss hat alle wesentlichen Teile aus seiner Hauptbauzeit bewahrt. Die um 1200 geschaffene rationale, planmässige Verteilung der Hauptvolumen ist dominant geblieben und die Kombination kubischer Baukörper in beherrschender Höhensituation ist immer noch wirkungsvoll. Die Vorburg besteht aus dem Torturm, einer Ringmauer mit Wehrgang und einem 45 m tiefen Sodbrunnen. Die Hauptburg besteht aus einem quadratischen Bergfried, einem hohen Wohn- und Wehrturm, einem Süd- und Nordflügel, die von massiven Ringmauern mit zwei Halbschalentürmen an der Nordseite umgeben sind.
Zwei freistehende hohe Wehrtürme und eine massive, von Graben, Wall und kleineren Türmen flankierte Wehrmauer des 13. Jahrhunderts schützt das Burgplateau gegen Norden. Gegen Süden stehen die repräsentativen Grossbauten des viergeschossigen Palas und der Halle, die insgesamt drei grosse Säle enthielten, wovon der kleinste, der heute so genannte Rittersaal, unverbaut erhalten ist. Das Raumvolumen des grössten Saals in der Halle wurde im 16. Jahrhundert in zwei Stockwerke und zahlreiche Einzelräume unterteilt (heute Gericht und Statthalteramt). Es gab zwei Schlosskapellen, wovon die kleinere samt gotischen Fresken erhalten ist. Im Palas befinden sich ein romanischer Rittersaal und eine Kapelle mit Fresken um 1330, welche Szenen aus dem Leben von Johannes dem Täufer sowie Teile aus der Passionsgeschichte zeigen.

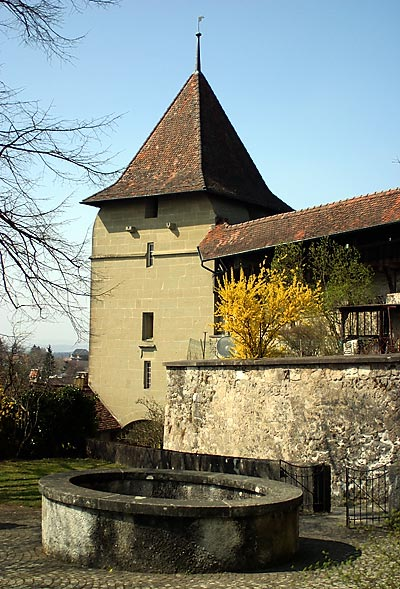
Ein Wehrturm

Der Bergfried und der Palas aus der zweiten Hälfte des 12. Jahrhunderts gehören zu den frühesten Backsteinbauten der Schweiz. Die zähringische Hauptbauphase des Schlosses eröffnet die nachrömische Backsteinproduktion in der Schweiz. Die Qualität des ursprünglich aussen wie innen auf Sicht gearbeiteten Backsteinverbandes ist erstaunlich; die dominante Rotfärbung der Hauptbauten nach Aussen ein fürstliches Symbol. An diesen Glanz knüpfte Bern an, als um 1430 der Palas einen neuen Dachstuhl erhielt und seine riesigen Dachflächen mit glasierten Ziegeln geometrische Muster erhielten. Der schonende Umgang, der die bernische Baupolitik auf Burgdorf kennzeichnet und Zeugnis dafür ist, dass sich Bern als Rechtsnachfolgerin der Fürstenhäuser sah, hat dieses Hauptmonument der mittelalterlichen Profanarchitektur in der Schweiz während Jahrhunderten bewahrt.